# Strumigenys nanzanensis
Strumigenys nanzanensis (лат.) — вид мелких муравьёв из трибы Attini (ранее в Dacetini, подсемейство Myrmicinae).

## Распространение
Индия, Индонезия, Китай, Малайзия, Таиланд.

## Описание
Длина коричневого тела от 2,2 до 2,6 мм. Усики 6-члениковые. Длина головы (HL) от 0,58 до 0,71 мм, ширина головы (HW) от 0,38 до 0,48 мм. Вершинная вилка узких и длинных жвал состоит из двух апикальных зубцов и одного преапикального. От близких видов отличается следующими признаками: верхняя поверхность петиоля пунктированная или сетчато-пунктированная; диск постпетиоля гладкий или с очень разбросанными слабыми скульптурными следами, две поверхности контрастируют. На петиоле сверху узелок с короткой усеченной передней гранью; боковые края не сходятся к треугольной антеромедиальной точке.
Хищный вид, предположительно, как и другие представители рода, охотится на мелкие виды почвенных членистоногих.
Вид был впервые описан в 1996 году тайваньскими мирмекологами Chung-Chi Lin и Wen-Jer Wu (Department of Entomology, National Taiwan University, Тайпей, Тайвань) по типовым материалам из Тайваня. Вид включён в комплекс видов Strumigenys godeffroyi-complex из видовой группы Strumigenys godeffroyi-group.